# Ihrhove
Ihrhove is een dorp in de Landkreis Leer in de Duitse deelstaat Nedersaksen. Het dorp is het bestuurscentrum van de gemeente Westoverledingen; aan de Bahnhofstraße staat het gemeentehuis.
Ihrhove is een van de oudste dorpen in het Overledingerland. De dorpskerk dateert van het midden der 13e eeuw.

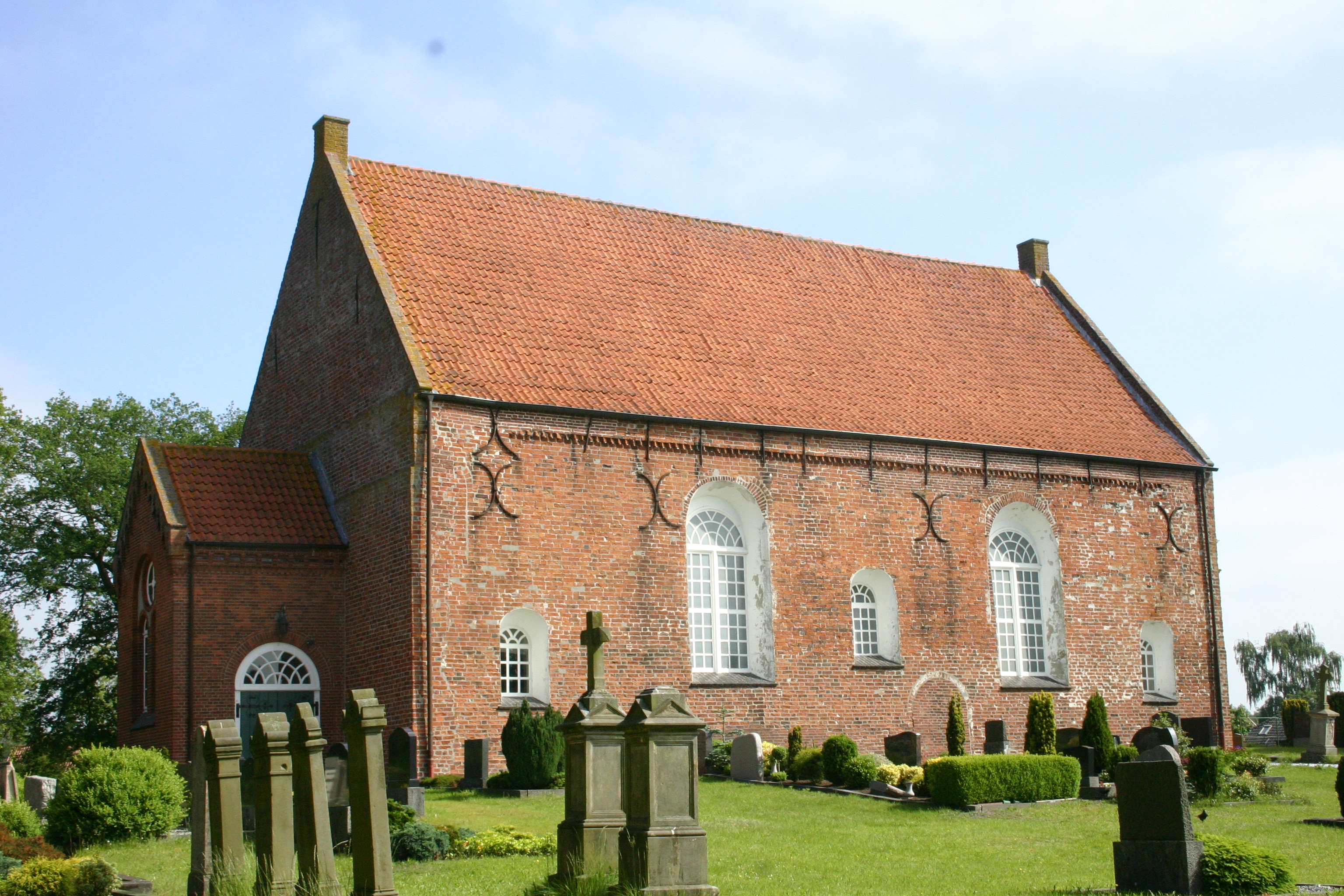
Hervormde kerk (Ihrhove)
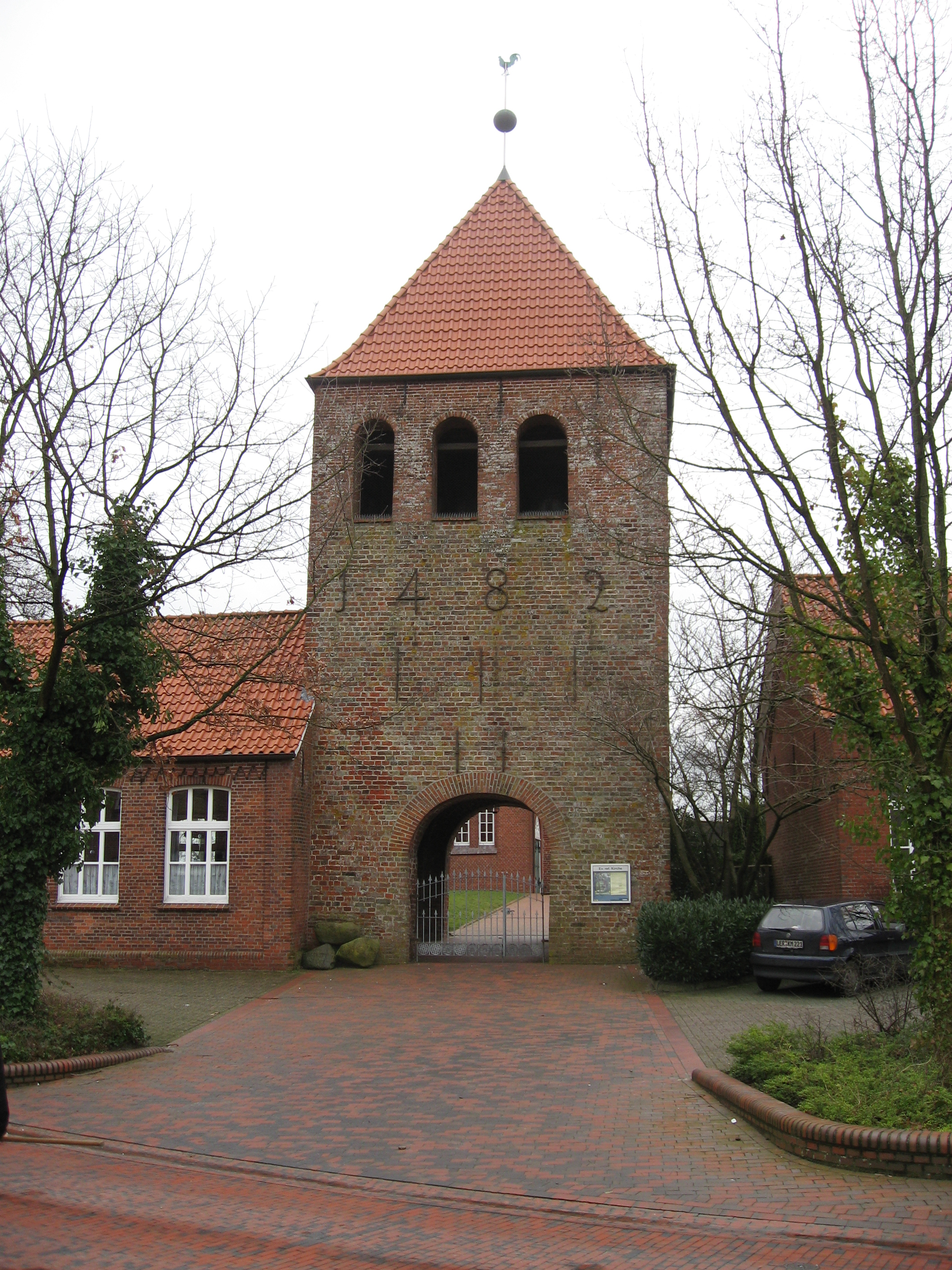
Klokkentoren van Ihrhove

De hervormde dorpskerk, gelegen op een warft, dateert uit de veertiende eeuw. De losstaande klokkentoren vermeldt als jaartal 1482. Bij het dorp heeft in de middeleeuwen een borg gestaan. Deze werd in de vroege vijftiende eeuw verwoest door troepen van Keno tom Broke en Focko Ukena.
Zie voor historische gegevens verder onder Westoverledingen en op de Duitse Wikipedia-pagina over Ihrhove.

## Openbaar vervoer
Station Ihrhove is gelegen aan twee spoorlijnen, te weten de in 1876 geopende west-oost lopende Spoorlijn Harlingen - Nieuwe Schans (waarvan een gedeelte onder het artikel Wiederline meer gedetailleerd wordt beschreven), en de in 1855 geopende noord-zuid lopende  spoorlijn Emden-Münster Hbf. Er stoppen echter geen reizigerstreinen. Er zijn plannen, om als de Friesenbrücke over de Eems in 2024 of 2025 weer door treinen kan worden bereden, op dit station weer passagierstreinen te laten stoppen.
Het feit, dat in de late 19e eeuw Ihrhove per spoor bereikbaar was, leidde tot een tijdelijke economische bloei van het dorp. Het kreeg regelmatige boter- en veemarkten.
Sedert 1979 vindt jaarlijks te Ihrhove weer een folkloristische Bottermarkt met braderie en warenmarkt plaats.
Voorlopig is het openbaar vervoer in de gemeente beperkt tot - in het algemeen sporadisch- busvervoer. De belangrijkste streekbuslijn rijdt van Papenburg via Völlerkönigsfehn, Flachsmeer, Ihrfeld, Ihren, Ihrhove, Folmhusen, Breinermoor en Esklum naar Leer v.v. Deze lijn rijdt op werkdagen tussen 06.00 en 19.00 zeven keer per dag, met zes à acht extra ritten voor scholieren op dagen, dat er op de scholen les wordt gegeven, dus op schooldagen 13 à 15 ritten. Op zaterdagen rijdt deze bus 4 keer. Op zon- en feestdagen is er in, van en naar de gemeente Westoverledingen in het geheel geen openbaar vervoer.
- Gemeinsame Normdatei: 4334844-0